# Mooreara
× Mooreara, (abreviado Mora) en el comercio, es un híbrido intergenérico entre los géneros de orquídeas Brassavola × Broughtonia × Cattleya × Laelia × Schomburgkia × Sophronitis. Fue publicado en Orchid Rev. 106(1219): 62 (1998).